# 蜂起広場駅
蜂起広場駅（ほうきひろばえき、ロシア語: станция «Площадь Восстания»、スタンツィヤ「プロシャチ・ヴォスタニヤ」）は、ロシアのサンクトペテルブルク市ツェントラーリヌイ区（中央区）ネフスキー（ネヴァ）大通りにあるサンクトペテルブルク地下鉄の駅である。

## 接続路線

### 鉄道
- ロシア鉄道
  - モスクワ線 - モスコーフスキー駅（モスクワ駅）
    - 駅の南口を経由して乗換可能。また、南出口からモスコーフスキー駅構内へは一方通行の通路がある。
- サンクトペテルブルク地下鉄
  - 3号線 - マヤコフスカヤ駅
    - 地下通路で繋がっているため、改札を通らずに乗換可能である。また、マヤコフスカヤ駅の改札を入場後蜂起広場駅から電車に乗車すること、あるいはその逆も可能である。

### トロリーバス
- ヴォスタニア（蜂起）通り（北出口、西方）
  - 1・5・7・10・11・22系統
- ヴォスタニア（蜂起）通り（北出口、ネフスキー大通り南側）
  - 1・5・7・10・11・22系統

### 路線バス
- ヴォスタニア（蜂起）通り（北出口、西方）
  - 3・24・27・180・181・191系統
- ヴォスタニア（蜂起）通り（北出口、ネフスキー大通り南側）
  - 3・7・15・22・24・27・105・180・181・191系統
- モスコーフスキー駅（モスクワ駅）（南出口、北方）
  - 3・16а・26・54・65・74・76・91・141系統
- モスコーフスキー駅（モスクワ駅）（南出口、リゴフ大通り西側）
  - 3・16а・26・54・65・74・76・91・141系統

### 乗合タクシー
- 第2ソヴィエツカヤ（ソヴィエト）通り（北出口、第2ソヴィエツカヤ（ソヴィエト）通り南側）
  - 28・187・190・209・289系統
- 第2ソヴィエツカヤ（ソヴィエト）通り（北出口、第2ソヴィエツカヤ（ソヴィエト）通り北側）
  - 26・28・187・190・209・289系統

## 駅構造
地下58mに島式プラットホームがある地下駅である。コンコースは地上に2か所あり、それぞれに改札がある。
- 北行：ジェヴャトキノ方面
- 南行：ヴェテラノフ　プロスペクト（退役軍人大通り）方面

## 利用状況
乗車人員は2,483,173人／月、81,584人／日である。このうち6割が北口から、4割が南口から乗車している。

## 駅周辺

### 北出口方面
- 蜂起広場

### 南出口方面
- ガレレヤ （ショッピングセンター）

## 歴史
- 1955年11月15日 地下鉄1号線 蜂起広場～アフトヴォ間開通と同時に開業。

## 隣の駅
サンクトペテルブルク地下鉄
■1号線（キーロフ・ヴイボルグ線）
ヴラジミルスカヤ - 蜂起広場 - チェルヌイシェフスカヤ